# Gray Hofmeyr
Gray Hofmeyr (Ciudad del Cabo, 6 de febrero de 1949) es un director sudafricano de cine y televisión.

## Biografía
Hofmeyr comenzó su carrera en la televisión en los años 1970 en el Reino Unido, donde fue gerente de piso de la BBC. Comenzó a dirigir para televisión en 1975 y en 1992 inició una galardonada carrera como guionista. Fue una figura clave en los primeros días de la televisión en Sudáfrica, habiendo dirigido la exitosa serie The Villagers y las populares series de comedia People Like Us, The Big Time y Suburban Bliss. También dirigió las películas para televisión The Outcast, Two Weeks in Paradise y Thicker than Water.
Creó y produjo la popular telenovela sudafricana Isidingo, que se ha convertido en la serie insignia de la cadena SABC 3. Ha dirigido seis largometrajes, cuatro de los cuales coescribió. Dirigió los filmes del actor Leon Schuster Sweet 'n Short, There's a Zulu On My Stoep, Mr. Bones y Mama Jack. También dirigió el filme Schweitzer, basado en la novela clásica de Sir Percy Fitzpatrick Jock of the Bushveld, protagonizada por Malcolm McDowell y Susan Strasberg. En enero de 1997, Hofmeyr se convirtió en director de Endemol Sudáfrica, una división de la empresa holandesa de televisión Endemol Entertainment.

## Filmografía seleccionada
- Schweitzer (1986)
- Sweet 'n Short (1992)
- There's a Zulu On My Stoep (1993)
- Mr. Bones (2001)
- Mama Jack (2005)
- Mr. Bones 2 (2008)
- Schuks Tshabalala's Survival Guide to South Africa (2010)
- Mad Buddies (2012)
- Frank and Fearless (2018)